# 白宝山 (死刑犯)
白宝山（1958年11月6日—1998年4月），是中华人民共和国20世纪末的多起重大连续杀人案的主凶。在新疆、北京、河北先后作案15起，共杀害包括警察、军人、狱友、作案同伙和群众在内的17人，抢劫现金140余万元人民币。白宝山仅受过不完全的小学教育，却拥有极高的犯罪心理素质、反侦查手段与射击技术。白宝山被抓获后被新疆维吾尔自治区乌鲁木齐市中级人民法院以故意杀人罪，抢劫枪支、弹药、爆炸物、危险物质罪和抢劫罪判处白宝山死刑，剥夺政治权利终身，后被枪决。白宝山是中国犯案程度最为严重的杀人犯之一，其犯罪事件后来被拍成电视连续剧《末路1997》或名《中国刑侦一号案》。

## 生平
白宝山1958年出生于北京市石景山区的工人家庭，父母都是首都钢铁公司的职工。1960年其父病逝，母亲将其送回河北徐水老家随后改嫁。1971年，十四歲時被接回北京念小学，但他在學校期间因家庭背景而自卑，两年后辍学成为酱菜厂临时工。1976年，十九歲時受雇于石景山区第一电碳厂成为装卸工，期间在厂内一次实弹射击中第一次接触枪支并迷恋上射击，经常借气枪在下班后打鸟，槍法愈發熟練。白寶山二十四歲時，與他在廠里認識的一位女工人結婚組建家庭，一年後生下龍鳳胎。撫養兩個孩子的費用高昂，自己收入不高，經濟壓力巨大，在朋友的慫恿下，開始結夥盜竊財物，案發後諸罪合併判刑15年，刑滿後又涉及多起案件。被捕後供述出獄後累次犯罪的原因，主要在三方面；第一，他對偷盜罪判決結果不满，認為偷玉米打傷人被加判11年徒刑不公平；第二，女兒的來信述說被因父親犯罪被歧視欺負，使他深受刺激，發誓要為他們搶劫300萬，讓他們過上富裕日子；第三，派出所民警刁難，不給他辦理户口和身份證，使他無法生活。1998年3月3日，被判處死刑，并在4月執行槍決。

## 基本案情
1982年12月至1983年1月間，夥同他人盗竊晾曬衣物、鳳凰牌自行车、夹克、蚊帳、自动伞、鞋和女式手表等，1986年3月8日遭到逮捕，判刑4年入獄服刑。在獄中被獄友揭發他曾盜竊玉米被發現後使用木棍敲擊受害人頭顱致重傷、偷盗自行車胎、電視機、倉庫零件等案件，宣武區人民法院將諸罪合併宣判11年有期徒刑與之前判决合併執行15年有期徒刑。
1991年，被遣送到新疆石河子新安监狱服刑，因是偷盜罪服刑，獄中表現良好成為「零星犯」。憑借這一點，向獄友和警衛學習武器知識。有時候，牧民們的羊不小心跑到監獄的管轄地，發現後扣押這些羊並和牧民提出用彈藥交換羊。無奈之下，牧民們只好同意這個要求，在牢獄生活中，搜集到了75發步槍子彈和50發手槍子彈並藏匿他處。服刑期間在獄中涉嫌將獄友李寶玉和傅克軍用巧妙手法殺害，警方雖然多有懷疑但礙於沒有證據，於是白寶山按照之前的規定提前一年于1996年3月7日刑滿釋放。
1996年3月12日，39歲的白寶山帶著「釋放證」和一百多發子彈回到了北京。入獄前，原本在北京有兩間平房本來是他和妻子及雙胞胎兒女共同生活的家。他被判刑後，妻子跟他離婚，帶著兩個孩子改嫁他人。現在大弟、弟媳和他們的女兒住在這裡。最初幾日，他住在母親位於北京模式口居民區的單元房。去派出所辦理戶口被民警刁難，直到連續犯案被捕時，戶口還是問題沒解決。
1996年3月31日晚，他用磚頭襲擊位於石景山區高井發電廠的執勤哨兵，致哨兵昏迷倒地，將其所持五六式半自動步槍搶走。
1996年4月7日晚，他潛伏至北京軍區裝甲兵司令部大院東門附近，向正在執勤的解放軍哨兵開槍射擊，但未能如願搶得手槍。逃跑途中與巡警相遇，擊傷四名巡警後逃離。
1996年4月22日凌晨，在解放軍軍事體育工作大隊營門近距離向正在執勤的解放軍哨兵趙某連開三槍，致其當場死亡，不知哨兵未配帶手槍僅獲五四式手槍槍套1個。
1996年7月27日，在河北省徐水縣解放軍51050部隊哨位附近向正在執勤的解放軍哨兵射擊，導致一人死亡，搶得八一式自動步槍一支。
1996年12月16日中午，在北京德勝門香煙批發市場持槍打死煙販許某並搶走其身上裝有6.517萬元現金的挎包，逃跑途中擊傷三人。
1997年8月7日傍晚，與同夥吳子明一同闖入新疆石河子某派出所值班室，打死兩名民警，搶得五四式手槍一支。
1997年8月18日中午，白寶山與吳子明持八一式自動步槍、五四式手槍在烏魯木齊邊疆賓館門前槍殺二個做黑市換匯商人，搶劫所帶的現金123萬元，逃跑途中殺死7人，重傷5人。
1997年8月26日，在天池景區持五四式手槍打死吳子明。
1997年9月5日，新疆石河子刑警大队向北京市公安局发送明传电报內容：「通报白宝山与模拟画像中的犯罪嫌疑人之一相像，请协查」。
1997年9月5日19点，4名北京市公安来至白宝山所在处即其位于模式口的母亲家，一名公安对开门的白宝山说户口批下来了，要求其跟随去派出所办手续。白宝山的第一反应是被谢宗芬出卖，于是冷静地说要进屋拿件衣服，实际上拿枪准备摊牌。当时母亲从房间正走出来，问其发生什么事，白宝山不想在母亲面前杀人因此放弃抵抗，跟随警察离开。主犯白宝山落网当夜，警方连夜提审当即交代所有罪行。6日，谢在四川被公安局带走审讯，在与白宝山分手的4天内花费赃款近3万元人民币。9日，谢宗芬被押解到北京。12月3日，白与谢被押往乌鲁木齐。
1998年3月3日，上午10时，白、谢持枪抢劫杀人案由新疆维吾尔自治区乌鲁木齐市中级人民法院受理，正式开庭。白、谢在庭上对于所犯罪行供认不讳。法庭对白宝山在北京、河北、新疆所犯15案逐一进行法庭審理。乌鲁木齐市中级人民法院（1998）乌中刑初字第17号刑事判决书：「白宝山犯有杀人罪，抢劫枪支罪，抢劫公民财产罪，情节特别严重，影响特别恶劣，危害特别巨大，依法判处白宝山死刑，剥夺政治权利终身。同案犯谢宗芬犯有抢劫罪、包庇罪，判处有期徒刑12年。白宝山的大弟免于刑事起诉，无罪释放。」白宝山于1998年4月在新疆被处以枪决。

## 作案列表
| 时间                   | 地点                                       | 受害者                           | 犯罪行为                                          | 使用武器   | 赃物                             |
| ---------------------- | ------------------------------------------ | -------------------------------- | ------------------------------------------------- | ---------- | -------------------------------- |
| 1993年9月              | 新疆石河子新安监狱                         | 李宝玉（狱友）                   | 杀害                                              | 铁榔头     | 无                               |
| 1994年3月20日          | 新疆石河子新安监狱                         | 傅克军（狱友）                   | 杀害                                              | 铁榔头     | 无                               |
| 1996年3月12日          | 新疆维吾尔族自治区                         | 牧民                             | 勒索                                              | 未知       | 3包步枪子弹共225发、50发手枪子弹 |
| 1996年3月31日21点40分  | 北京市石景山高井热电厂                     | 值勤武警                         | 砸伤                                              | 铁棍       | 五六式半自动步枪                 |
| 1996年4月7日23点15分   | 北京市某装甲兵司令部                       | 哨兵                             | 开两枪致其死亡                                    | 步枪       | 无                               |
| 1996年4月8日0点15分    | 高科技园区实兴大厦                         | 石景山公安分局防暴大队巡警       | 枪战并击伤四名                                    | 步枪       | 无                               |
| 1996年4月22日1点45分   | 北京市丰台区八一射击场                     | 哨兵                             | 三枪致其死亡                                      | 步枪       | 空弹夹和枪套（后当场丢弃）       |
| 1996年7月27日1点       | 河北省徐水县中国人民解放军某师高炮团弹药库 | 三名哨兵                         | 死亡2人重伤1人                                    | 步枪       | 81-1自动步枪一支                 |
| 1996年12月16日12点20分 | 北京市德胜门烟市                           | 李玉花(女摊主)和三位男子         | 摊主死亡3人重伤                                   | 自动步枪   | 现金65170元                      |
| 1997年7月5日18点       | 新疆141团场军械库                          | 库房军犬两只                     | 杀害                                              | 步枪       | 无                               |
| 1997年7月6日4点        | 新疆                                       | 过路人                           | 杀害                                              | 步枪       | 钱包                             |
| 1997年7月29日          | 147团场15公里外                            | 农民                             | 杀害                                              | 步枪       | 摩托车                           |
| 1997年8月8日           | 149团场一营警务区                          | 姜玉斌（警长）、时春勇（治安员） | 杀害                                              | 步枪       | 54式手枪                         |
| 1997年8月19日          | 乌鲁木齐市边疆宾馆                         | 市民                             | 致7人死亡（包括2名新疆大学附属中学高中生）5人重伤 | 所抢得枪械 | 现金约140万元                    |
| 1997年8月26日          | 新疆天山天池大锅底坑                       | 吴子明（犯罪同伙）               | 枪杀                                              | 手枪、铁锤 | 无                               |

## 其他涉案罪犯

### 吴子明
原因盗窃而坐牢，狱中结识白宝山。出狱后任新疆石河子市新疆生产建设兵团第147团警卫，1997年白宝山找到他并提議合作，吴子明随即辞职并与白宝山一同参与策划实施了乌鲁木齐边疆宾馆劫案等案件。后因白宝山不愿将犯罪所得的一半分给吴子明，于1997年8月26日將其枪杀于新疆天山天池。吴子明会见白宝山前隐约察觉到他可能要杀其灭口，临死前3天曾交给弟弟吴子兵写有白宝山北京住址与谢宗芬四川住址的笔记本，并叮嘱他假使一个月后都没回来，则说明他已被白宝山杀害，请他带着笔记本去报案。警方没有一张吴子明的生前照，仅有一张他上半身被烧焦的尸体的照片。

### 谢宗芬
白宝山1996年结识的女人，已婚。后与白宝山一起购买枪支，并一同前往新疆帮助作案。新疆抢劫成功之后，白宝山交给谢宗芬赃款11万。谢宗芬返回四川省宜宾市筠连县老家，不到一周的时间一连销赃3万。后被乌鲁木齐中级人民法院判有包庇罪、抢劫罪，获刑12年。
2005年4月26日，谢宗芬在当天的减刑大会中被宣布当天释放，此前曾在狱中表现良好而获得3次减刑。

## 相关影视
2002年根据白宝山案件改编制作的26集电视剧《中国刑侦1号案》（又名《末路》），部分镜头使用伪纪录片的手法还原了犯罪过程和破案现场，在豆瓣网获9.2的高分。